# Hallucinations collectives 2022
Le festival des Hallucinations collectives 2022 est la quinzième édition des Hallucinations collectives.

## Déroulement et faits marquants
La quinzième édition du festival a eu lieu du mardi 12 au lundi 18 avril 2022.

### Projections
| Titre                                                        | Réalisateur(s)                                         | Année            | Pays                          |
| Film d'ouverture                                             | Film d'ouverture                                       | Film d'ouverture | Film d'ouverture              |
| ------------------------------------------------------------ | ------------------------------------------------------ | ---------------- | ----------------------------- |
| Dark Glasses (Occhiali Neri)                                 | Dario Argento                                          | 2022             | Italie- France                |
| Longs métrages en compétition                                |                                                        |                  |                               |
| The Sadness                                                  | Rob Jabbaz                                             | 2020             | Taïwan                        |
| Mad God                                                      | Phil Tippett                                           | 2021             | États-Unis                    |
| Saloum                                                       | Jean-Luc Herbulot                                      | 2021             | Sénégal                       |
| Bull                                                         | Paul Andrew Williams                                   | 2021             | Royaume-Uni                   |
| She Will                                                     | Charlotte Colbert                                      | 2021             | Royaume-Uni                   |
| Silent Night                                                 | Camille Griffin                                        | 2021             | Royaume-Uni                   |
| RRR                                                          | S. S. Rajamouli                                        | 2022             | Inde                          |
| Courts métrages en compétition                               |                                                        |                  |                               |
| A Film About A Pudding (9 min)                               | Roel van Beek                                          | 2021             | Royaume-Uni                   |
| Absence (10 min)                                             | Marc Héricher                                          | 2021             | France                        |
| In The Soil (15 min)                                         | Casper Rudolf Emil Kjeldsen                            | 2021             | Danemark                      |
| Halves Through Night (11 min)                                | Lina Laraki                                            | 2021             | France                        |
| The Truth About Hastings (10 min)                            | Dan S.                                                 | 2020             | États-Unis                    |
| Un cœur d’or (13 min)                                        | Simon Filliot                                          | 2020             | France                        |
| Phlegm (6 min)                                               | Jan-David Bolt                                         | 2021             | Suisse                        |
| Sweet Mary, Where Did You Go? (17 min)                       | Michael Kratochvil                                     | 2021             | Autriche                      |
| Danzamatta (5 min)                                           | Vanja Victor Kabir Tognola                             | 2021             | Suisse                        |
| Invitation à Spectrum Films                                  |                                                        |                  |                               |
| Ebola Syndrome (Yi Boh Lai Beng Duk)                         | Herman Yau                                             | 1996             | Hong Kong                     |
| Holy Flame Of The Martial World (Wu Lin Sheng Huo Jin)       | Tony Liu                                               | 1983             | Hong Kong                     |
| Séance Shadowz                                               |                                                        |                  |                               |
| Beyond the Infinite Two Minutes (Droste No Hate De Bokura)   | Junta Yamaguchi                                        | 2021             | Japon                         |
| Le voyage en lui-même                                        |                                                        |                  |                               |
| La Vallée                                                    | Barbet Schroeder                                       | 1972             | France                        |
| La Lettre inachevée (Neotpravlennoe Pismo)                   | Mikhail Kalatozov                                      | 1960             | Union soviétique              |
| An American Hippie In Israël                                 | Amos Sefer                                             | 1972             | Israël                        |
| Fulgurance(S) : 3 Films De Donald Cammell                    |                                                        |                  |                               |
| L'Œil du tueur (White Of The Eye)                            | Donald Cammell                                         | 1987             | Royaume-Uni                   |
| Génération Proteus (Demon Seed)                              | Donald Cammell                                         | 1977             | États-Unis                    |
| Performance                                                  | Donald Cammell et Nicolas Roeg                         | 1970             | Royaume-Uni                   |
| Cabinet de curiosités                                        |                                                        |                  |                               |
| Nosferatu, fantôme de la nuit (Nosferatu: Phantom Der Nacht) | Werner Herzog                                          | 1979             | Allemagne- France             |
| Furies sexuelles                                             | Alain Payet                                            | 1976             | France                        |
| Massacre pour une orgie                                      | Jean-Pierre Bastid (sous le pseudo Jean-Loup Grosdard) | 1966             | Luxembourg                    |
| Incubus (Inkubo)                                             | Leslie Stevens                                         | 1966             | États-Unis                    |
| Tout, tout de suite (The Harder They Come)                   | Perry Henzell                                          | 1972             | Jamaïque                      |
| Carte Blanche à Joyce A. Nashawati                           |                                                        |                  |                               |
| Elpide (17 min)                                              | Gaelle Azzam                                           | 2018             | Liban                         |
| La Proie nue (The Naked Prey)                                | Cornel Wilde                                           | 1965             | États-Unis- Afrique du Sud    |
| Le Rideau de brume (Seance On A Wet Afternoon)               | Bryan Forbes                                           | 1964             | Royaume-Uni                   |
| L'Étrangleur de la place Rillington (10 Rillington Place)    | Richard Fleischer                                      | 1971             | Royaume-Uni                   |
| Film de clôture                                              |                                                        |                  |                               |
| Earwig                                                       | Lucile Hadzihalilovic                                  | 2021             | Royaume-Uni- France- Belgique |

### Prix
- Compétition longs métrages :
  - Grand prix du festival (prix du public) : RRR de S. S. Rajamouli ;
  - Prix du jury lycéen : Mad God de Phil Tippett.
- Compétition courts métrages :
  - Grand prix du festival (prix du public) : Un cœur d'or de Simon Filliot ;
  - Prix du jury lycéen : In the Soil de Casper Rudolf Emil Kjeldsen.